# Villars-Fontaine
Villars-Fontaine ist eine französische Gemeinde mit 115 Einwohnern (Stand: 1. Januar 2022) im Département Côte-d’Or in der Region Bourgogne-Franche-Comté (vor 2016 Bourgogne); sie gehört zum Arrondissement Beaune und zum Kanton Nuits-Saint-Georges. 

## Geographie
Villars-Fontaine liegt etwa 20 Kilometer südsüdwestlich von Dijon. An der südwestlichen Gemeindegrenze verläuft der Fluss Meuzin. Umgeben wird Villars-Fontaine von den Nachbargemeinden Segrois im Norden, Nuits-Saint-Georges im Osten, Chaux im Süden sowie Meuilley im Süden und Westen.

## Bevölkerung
| Jahr                       | 1962 | 1968 | 1975 | 1982 | 1990 | 1999 | 2006 | 2011 | 2016 |
| Einwohner                  | 97   | 93   | 98   | 113  | 117  | 110  | 134  | 120  | 121  |
| Quellen: Cassini und INSEE |      |      |      |      |      |      |      |      |      |

## Sehenswürdigkeiten
- Schloss, seit 2015 Monument historique

## Weblinks

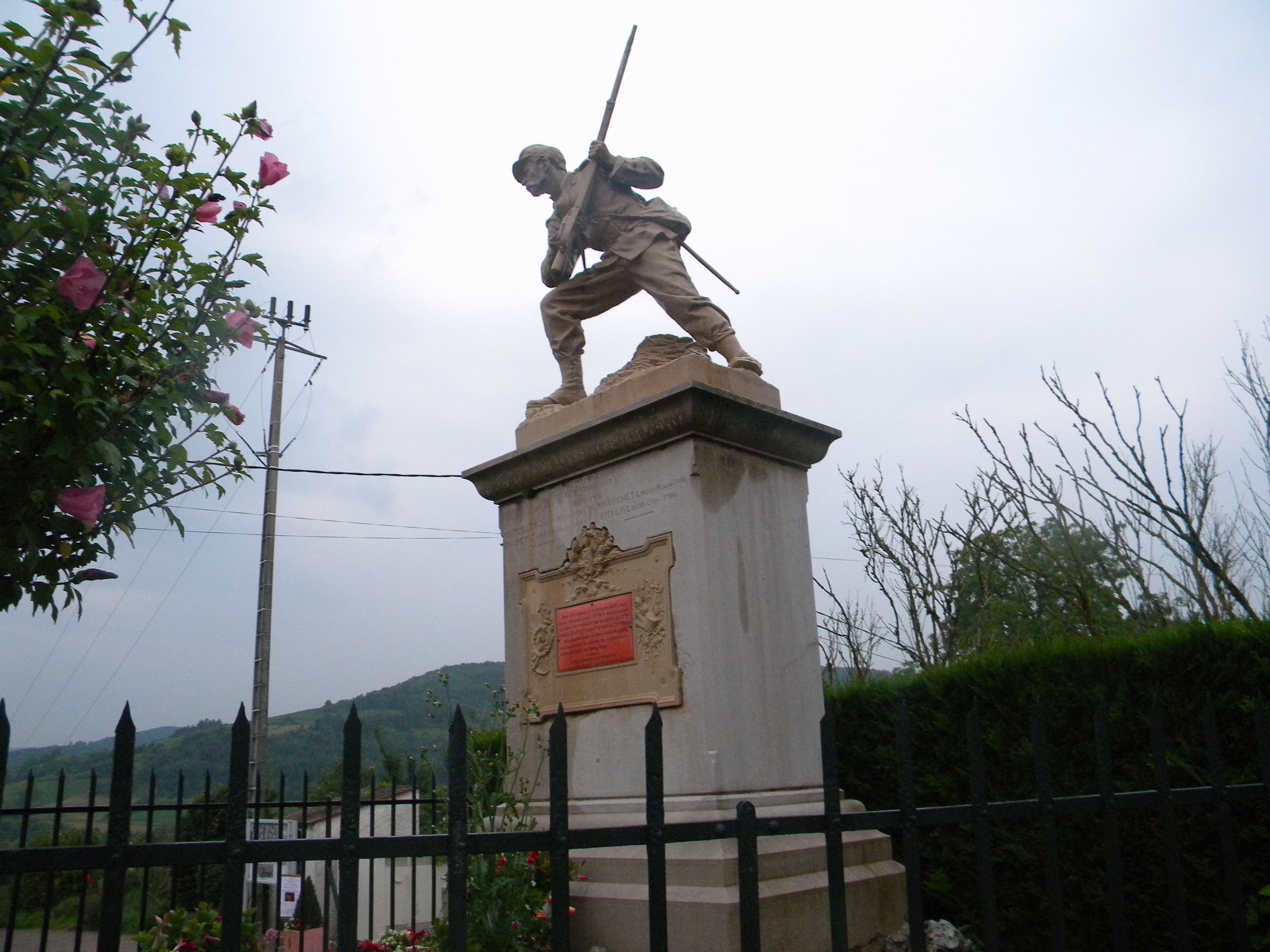
Gefallenendenkmal